# Mesa Roldán
A Mesa Roldán é um domo vulcânico com cume plana situado na província de Almeria, em Espanha. Está no Parque Natural do Cabo de Gata-Níjar.

## Descrição
São os restos de um cone vulcânico extinto, cuja cratera tem bastante erosão. Ao sul encontram-se os restos de uma pequena caldeira. O vulcão esteve debaixo do mar, como toda a serra de Gata; em que albergava um antigo coral se formando um arrecife; até que desapareceu quando baixou o nível do mar. No seu cume encontram-se os restos de uma torre de vigia e um farol.

## Palco de rodagens
O meio tem sido parte do decorado de numerosas cenas da história do cinema e séries, podendo ser visto nos seguintes metragens:
- How I Won the War, elencada por John Lennon.
- Juan 2:23, curta metragem de 2017.[1]
- Game of Thrones. Sexta temporada. Representando a Meereen.[2]